# نيكول فاريا
نيكول فاريا (بالإنجليزية: Nicole Faria)‏ (مواليد 9 فبراير 1990) هي عارضة ازياء من بنغلور الهندية وهي حاملة لقب ملكة جمال الهند 2010 وملكة جمال الأرض عام 2010. فاريا هي أول هندية تفوز بلقب ملكة جمال الأرض.

## روابط خارجية
- نيكول فاريا على موقع IMDb (الإنجليزية)
- نيكول فاريا على موقع قاعدة بيانات الفيلم (الإنجليزية)